# Catacumbes de Sant Sebastià

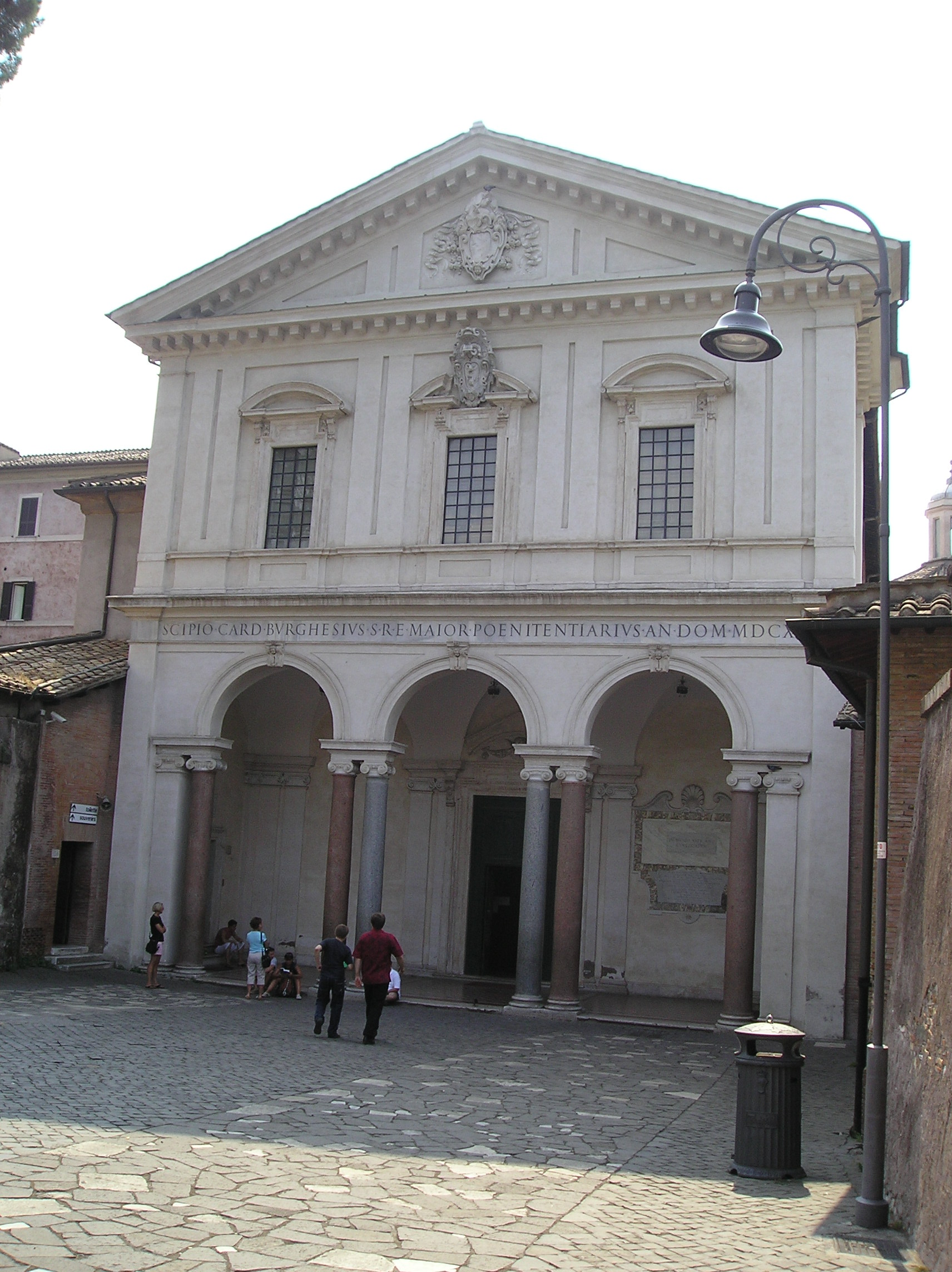
Basilica de sant Sebastià a Roma, sota es poden visitar les catacumbes.

Les catacumbes de Sant Sebastià, a la ciutat de Roma, constitueixen un dels pocs cementiris cristians que romanen accessibles (dels quatre pisos originals el primer està gairebé completament destruït).

## La Basílica primitiva
En la nau central de la Basílica primitiva, reconstruïda l'any 1933 sobre unes restes antigues, es poden contemplar a l'esquerra els espais de comunicació amb la nau central de l'església actual, murals del segle xii i l'exterior de l'absis de la Capella de les relíquies; hi ha sarcòfags sencers i també fragments (la majoria del segle iv) que han anat trobant-se en excavacions arqueològiques.

## Les catacumbes
Des de la basílica primitiva d'arquitectura paleocristiana, es descendeix per una escala a les galeries subterrànies on hi ha diversos cubículs. Els més importants guarden unes pintures, de finals del segle iv, del cubícul de Jonás, el cicle del qual és representat en quatre escenes. Pel mateix nivell s'arriba a la Cripta de Sant Sebastià amb un altar de taula que es troba sobre el mateix lloc de l'anterior (encara queden algunes restes de la base) i el bust de sant Sebastià atribuït a Bernini.

## Els mausoleus pagans
Després s'arriba a una placeta, excavada en època contemporània, sota la nova basílica dedicada a Sant Sebastià, on es troba una cavitat de sorra amb tres mausoleus pagans. És possible que d'aquest espai provingui el nom de catacumbes que va tenir aquest cementiri i que es va estendre després als altres.
A la placeta hi ha tres mausoleus de la segona meitat del segle ii i utilitzats en temps posteriors. El primer a la dreta, decorat externament amb pintures (banquets fúnebres, el miracle de l'endemoniat de Gerasa), conserva la inscripció amb el nom del propietari: Marcus Clodius Hermes. L'interior, amb sepultures inhumades i pintures, està decorat amb el cap d'una gorgona.
El segon, anomenat dels més innocents, presenta uns glaons en descens i està decorat amb estucs amb inscripcions gregues i amb caràcters llatins. També hi ha les inicials de les paraules gregues que signifiquen Jesucrist, fill de Déu Salvador.
A l'esquerra hi ha el mausoleu del destral, per l'arnès que hi figura, la decoració està formada per sarments que surten del kantharoi posats damunt de falses pilastres.

## Últims pisos
De la placeta es puja a un ambient, col·locat a prop de la meitat de la basílica i tallat des de dalt per la construcció d'aquesta. En l'anomenada Triclia, lloc cobert per un sostre on se celebraven banquets fúnebres; les parets mostren centenars de dibuixos realitzats per devots, realitzats cap a la segona meitat del segle iii i inicis del IV, que contenen invocacions als apòstols sant Pere i sant Pau.
De la triclia es passa a les estades al voltant de l'absis on hom pot observar una col·lecció d'epígrafs i una mostra completa dels mausoleus, de la triclia i de la basílica constantiniana; després es baixa a la platònica, construcció posterior a la mateixa basílica que es pensava que era el lloc de la sepultura temporal dels dos apòstols i que, com van provar les excavacions realitzades en l'any 1862 va ser el mausoleu del màrtir Quirino, bisbe de Scoscia en Panonia, i que va ser traslladat a Roma en el segle v. A dreta de la platònica, es troba la capella d'Onorio III, adaptada en el vestíbul del mausoleu.